# Paula D. McClain
Paula D. McClain (* 1950) ist eine US-amerikanische Politikwissenschaftlerin und Professorin an der Duke University. Seit 2019 amtiert sie als Präsidentin der American Political Science Association. (APSA). Sie gilt als Autorität zum Thema Rasse und Rassismus in den USA.
McClain machte alle politikwissenschaftlichen Abschlüsse an der historisch afroamerikanischen, privaten Howard University in Washington, D.C.: B.A. 1972, M.A. 1974, Ph.D. 1977. Nach verschiedenen akademischen Stationen an unterschiedlichen US-Hochschulen wurde sie 1982 erst Associate Professor und 1990 Full Professor an der Arizona State University, wechselte 1991 an die University of Virginia und schließlich 2000 an die Duke University. Seit 2014 ist sie Mitglied der American Academy of Arts and Sciences.

## Schriften (Auswahl)
- Mit Steven C. Tauber: American government in Black and White. Diversity and democracy. 4. Auflage, Oxford University Press, New York 2020, ISBN 978-0-19092-8-513.
- Mit Jessica D. Johnson Carew: „Can we all get along?“ Racial and ethnic minorities in American politics. 7. Auflage, Westview Press, New York 2018, ISBN 978-0-81335-051-6.
- Mit Harold M. Rose: Race, place, and risk. Black homicide in urban America. State University of New York Press, Albany 1990. ISBN 0791403939.